# خورخي بونفاسيو
خورخي بونفاسيو هو لاعب كرة قاعدة دومينيكاني، ولد في 4 يونيو 1993 في سانتو دومينغو في جمهورية الدومينيكان.

## وصلات خارجية
- خورخي بونفاسيو على موقع دوري كرة القاعدة الرئيسي (الإنجليزية)
- خورخي بونفاسيو على موقعبيزبول رفرنس.كوم (الدوري الرئيسي) (الإنجليزية)
- خورخي بونفاسيو على موقعبيزبول رفرنس.كوم (الدوري الثانوي) (الإنجليزية)
- خورخي بونفاسيو على موقع إي إس بي إن.كوم (أم.أل.بي) (الإنجليزية)
- خورخي بونفاسيو على موقع مشجعي الرسوم البيانية (الإنجليزية)